# 19 Wiosen
19 Wiosen – polski zespół punkrockowy (określany także jako big-bit punk) powstały w 1989 w Łodzi.
W swoim repertuarze posiadają także covery utworów Piotra Szczepanika („Nie jestem sobą”), Hanki Ordonówny, Drupiego, Blackoutu („Ktoś wziął mi”), Garbo („A Berlino... va bene”).

## Muzycy[1]

### Założyciele
- Marcin Pryt ps. „Henryk Ulik” – wokal, autor tekstów
- Grzegorz J. Fajngold, ps. „Zygmunt Waleczny”, „Fagot” – organy
- Maciej ps. „Franciszek M.”, „Franek Maciak” – gitara (do 1999)

### Współtwórcy
- Anna Krupska, ps. „Anna Bursztyn” – wokal (1993–2001, 2008)
- Anna Orlikowska, ps. „Anna Bez” – gitara basowa (1997–1998)
- „Zięba” – bas
- Ireneusz Janik ps. „Pogłos” – perkusja (1995–1998)
- Marcin Czerniak ps. „Czesław Mak” – bas (1995–1996)
- Łukasz Franek – bas (od 2004 do grudnia 2005)
- Szymon Janiaczek – perkusja (od 2004–2013)
- Konstanty Usenko – gitara (2004–2009)
- Aleksander Gemel – bas (od grudnia 2005)
- Paweł Cieślak – minimoog (2009–2011)
- Piotr Andrzejewski – gitara
- Wojciech Czyszczoń – perkusja
- Dziewczyna Rakieta – wokal, chórki
- Franciszek Wicz 1989–2001, 2008
- Bartosz Adamiak – 2009–2015
- Łukasz Klaus 2013–2015

## Dyskografia
- 1993 – Co każdą chwilę
- 1993 – Zmarnowany kwiat
- 1996 – 1993–1995/1996 (wytwórnia: Lagart Factory) – MC z materiałami z koncertów i dwóch pierwszych repertuarów
- 1999 – 12' LP Split Starzy Singers/19 wiosen (wytwórnia: Malarie Records) – winylowy split wspólnie z zespołem Starzy Singers
- 2004 – Co każdą chwilę zmarnowany kwiat – dodatek do pisma Lampa nr 7 (październik 2004)
- 2004 – 11 zim (wytwórnia Nikt Nic Nie Wie, utwory z lat 1993–2004)
- 2006 – Piękno (wytwórnia Rocker Publishing)
- 2007 – Pedofil (wytwórnia Love Industry)
- 2010 – Pożegnanie ze światem (wytwórnia Galeria Raster)
- 2010 – Suweniry (wytwórnia Oficyna Biedota, 2CD – archiwalne materiały koncertowe z 1995 i 2008 roku oraz utwory wydane wcześniej na splicie ze Starymi Singers)
- 2014 – Cinema Natura (wytwórnia Antena Krzyku)
- 2017 – Cesarstwo Zwierząt (wytwórnia Antena Krzyku)
- 2022 – Nów (wytwórnia Requiem Records)